# St. Albans (Vermont)
St. Albans è un comune degli Stati Uniti d'America, nella contea di Franklin nello Stato del Vermont.